# Smaragde Mbonyintege
Smaragde Mbonyintege (Kabgayi, 2 febbraio 1947) è un vescovo cattolico ruandese, dal 2 maggio 2023 vescovo emerito di Kabgayi.

## Biografia
Smaragde Mbonyintege è nato a Kabgayi il 2 febbraio 1947.

### Formazione e ministero sacerdotale
Ha frequentato la scuola elementare vicino alla parrocchia di Cyeza e la scuola secondaria a Byimana, in un istituto dei Fratelli delle scuole cristiane. Successivamente è entrato nel seminario minore di Kigali. In seguito ha frequentato il seminario maggiore di Nyakibando dove ha studiato filosofia dal 1969 al 1972 e teologia dal 1972 al 1975.
Il 20 luglio 1975 è stato ordinato presbitero per la diocesi di Kabgayi. In seguito è stato vicario parrocchiale della parrocchia di Kabgayi e poi di Kamonyi; professore nel seminario minore "San Giovanni", fondato a Kamonyi per le vocazioni adulte; cappellano del Movimento dei Carismatici dal 1975 al 1977 e rettore del seminario minore "San Giovanni" dal 1978 al 1979. Nel 1979 è stato inviato a Roma per studi. Nel 1983 ha conseguito la laurea in teologia spirituale presso la Pontificia Università Gregoriana. Tornato in patria è stato professore, direttore spirituale e vice-rettore del seminario maggiore di Nyakibanda; professore nell'internoviziato di Butare dal 1983 al 1997; rettore del seminario maggiore di Nyakibanda dal 1997 e direttore della rivista Urumuri Kristu ("Luce di Cristo") di spiritualità e teologia dal 2003.

### Ministero episcopale
Il 21 gennaio 2006 papa Benedetto XVI lo ha nominato vescovo di Kabgayi. Ha ricevuto l'ordinazione episcopale il 26 marzo successivo dall'arcivescovo metropolita di Kigali Thaddée Ntihinyurwa, co-consacranti il vescovo di Kibungo Frédéric Rubwejanga e quello di Butare Philippe Rukamba.
Dal marzo del 2010 al 2015 è stato presidente della Conferenza episcopale del Ruanda, mentre dal 4 luglio 2013 al 26 giugno 2019 è stato presidente dell'Associazione delle conferenze episcopali dell'Africa centrale.
Nell'aprile del 2014 ha compiuto la visita ad limina.
Il 2 maggio 2023 papa Francesco ha accolto la sua rinuncia al governo pastorale della diocesi di Kabgayi per raggiunti limiti di età; gli è succeduto Baltazar Ntivuguruzwa, del clero della medesima diocesi.

## Genealogia episcopale e successione apostolica
La genealogia episcopale è:
- Cardinale Scipione Rebiba
- Cardinale Giulio Antonio Santori
- Cardinale Girolamo Bernerio, O.P.
- Arcivescovo Galeazzo Sanvitale
- Cardinale Ludovico Ludovisi
- Cardinale Luigi Caetani
- Cardinale Ulderico Carpegna
- Cardinale Paluzzo Paluzzi Altieri degli Albertoni
- Papa Benedetto XIII
- Papa Benedetto XIV
- Papa Clemente XIII
- Cardinale Bernardino Giraud
- Cardinale Alessandro Mattei
- Cardinale Pietro Francesco Galleffi
- Cardinale Giacomo Filippo Fransoni
- Cardinale Carlo Sacconi
- Cardinale Edward Henry Howard
- Cardinale Mariano Rampolla del Tindaro
- Cardinale Rafael Merry del Val
- Arcivescovo Duarte Leopoldo e Silva
- Arcivescovo Paulo de Tarso Campos
- Cardinale Agnelo Rossi
- Arcivescovo Thomas Anthony White
- Arcivescovo Thaddée Ntihinyurwa
- Vescovo Smaragde Mbonyintege

La successione apostolica è:
- Vescovo Balthazar Ntivuguruzwa (2023)